# أوليفر ميركل
أوليفر ميركل (بالألمانية: Oliver Merkel)‏ (19 سبتمبر 1991 بآوغسبورغ في ألمانيا - ) هو لاعب كرة قدم ألماني في مركز الوسط. لعب مع دينامو دريسدن.

## وصلات خارجية
- أوليفر ميركل على موقع قاعدة بيانات كرة القدم.إي يو (الإنجليزية)
- أوليفر ميركل على موقع بيانات كرة القدم. دي إي (الألمانية)
- أوليفر ميركل على موقع Soccerway.com (الإنجليزية)
- أوليفر ميركل على موقع عالم كرة القدم.نت (الإنجليزية)